# Wolfsbergen (buitenplaats)
Wolfsbergen, ook: Huize Westerveld of Villa Nuova, is een buitenplaats van 1,7 hectare aan de Noordereinde 36 in de Nederlandse plaats 's-Graveland . 
In 2018 is het de enige buitenplaats van 's-Graveland waar zowel huis als grond particulier eigendom zijn, al wordt de grond aan de overkant van de vijver (7100 m²) gepacht van Natuurmonumenten. 
Bij de verkaveling van 's-Graveland in de 17e eeuw kwamen de kavels met nummer 11, 12 en de helft van 13 in bezit van Reinier Reynier Pauw, raadsheer van de Hoge Raad van Holland. Hij verdeelde het in twee stukken Noord Wolfsbergen en Zuid Wolfsbergen. In de achttiende eeuw is het goed in bezit geweest van meerdere families, waaronder de familie Clifford. In 1837 laat Dirk Hoogbruin op het deel aan de dorpskant Villa Nova bouwen. Dirk had gewerkt als maitre d'hotel op Schapenburg en dreef logementen op Noord en Zuid Wolfsbergen. Naast speculant in buitenplaatsen in 's-Graveland was hij ook grossier in sterke dranken.
In 1845 kwam Wolfsbergen via een veiling in handen van Everwijn Levert die het huis liet verbouwen. In 1858 werd het landgoed verkocht aan Frederic van der Oudermeulen (1797-1864), gehuwd met jkvr. Johanna Dedel (1796-1873). Zij waren sinds 1850 eigenaar van Spanderswoud. Na het overlijden van Johanna van der Oudermeulen-Dedel ging villa Nova naar een andere nicht, Johanna Elisabeth de Wildt (1832-1908), die gehuwd was met jhr. mr. Salomon Backer (1832-1880). Zij noemden de villa Huize Westerveld, naar het oude familiebezit in Velsen. Het huis wordt het jaar daarna verkocht aan jkvr. Francisca Ernestina Berg (1834-1903) en Quirijn Blaauw (1827-1884). Op het landgoed staan bijzondere bomen die eind negentiende eeuw werden aangeplant door hun zoon, Frans Ernst Blaauw (1860-1936). Wolfsbergen werd daarna meermalen doorverkocht. 
Wolfsbergen werd in 1946 door de Nederlandse ambassadeur in Brussel, de heer Vermeij en zijn vrouw Lesarina Dinger, verkocht aan de gemeente 's Graveland die het gebruikte als gemeentehuis. Daartoe werden intern werk- en vergaderruimten gecreëerd. Voor het gemeentehuis stond een oorlogsmonument. Dit kreeg na de verkoop een plek in de groenstrook aan de J.F. Heumenhof in Kortenhoef. De beeldengroep met staande figuren van Els Reijerse werd begin 2007 verplaatst naar het gemeentehuis van Wijdemeren aan de Rading 1 te Hilversum.
Swaenenburgh ·
Schaep en Burgh · 
Boekesteyn · 
Sperwershof · 
Spanderswoud ·
Wolfsbergen  · 
Hilverbeek · 
Spiegelrust · 
Land en Bosch · 
Jagtlust · 
Schoonoord · 
Trompenburgh · 
Gooilust